# Marcolino da Forlì
Marcolino Amanni, detto Marcolino da Forlì (Forlì, 1317 – Forlì, febbraio 1397), è stato un presbitero italiano dell'Ordine dei frati predicatori. Il suo culto come beato è stato confermato da papa Benedetto XIV nel 1750.

## Biografia
Asceta e mistico, è ricordato per la semplicità e la serenità della sua vita, ma anche per l'impegno caritatevole verso i poveri e verso i fanciulli.
Entrò a soli 10 anni nel convento di San Giacomo Apostolo dei domenicani di Forlì, dove trascorse una vita di impegno nella preghiera, nell'amore mistico per Dio, nell'amore concreto per il prossimo, tanto da avere oggi il titolo di beato. Come tale, è ricordato il 2 gennaio.
Il suo corpo riposa oggi nella Cattedrale di Forlì. Nella Pinacoteca civica di Forlì, invece, si può vedere l'antica urna funebre di Marcolino, opera di Antonio Rossellino, invitato a Forlì da Nicolò dall'Aste.
Il beato Giovanni Dominici (XIV-XV secolo) scrisse una Vita del Beato Marcolino da Forlì.

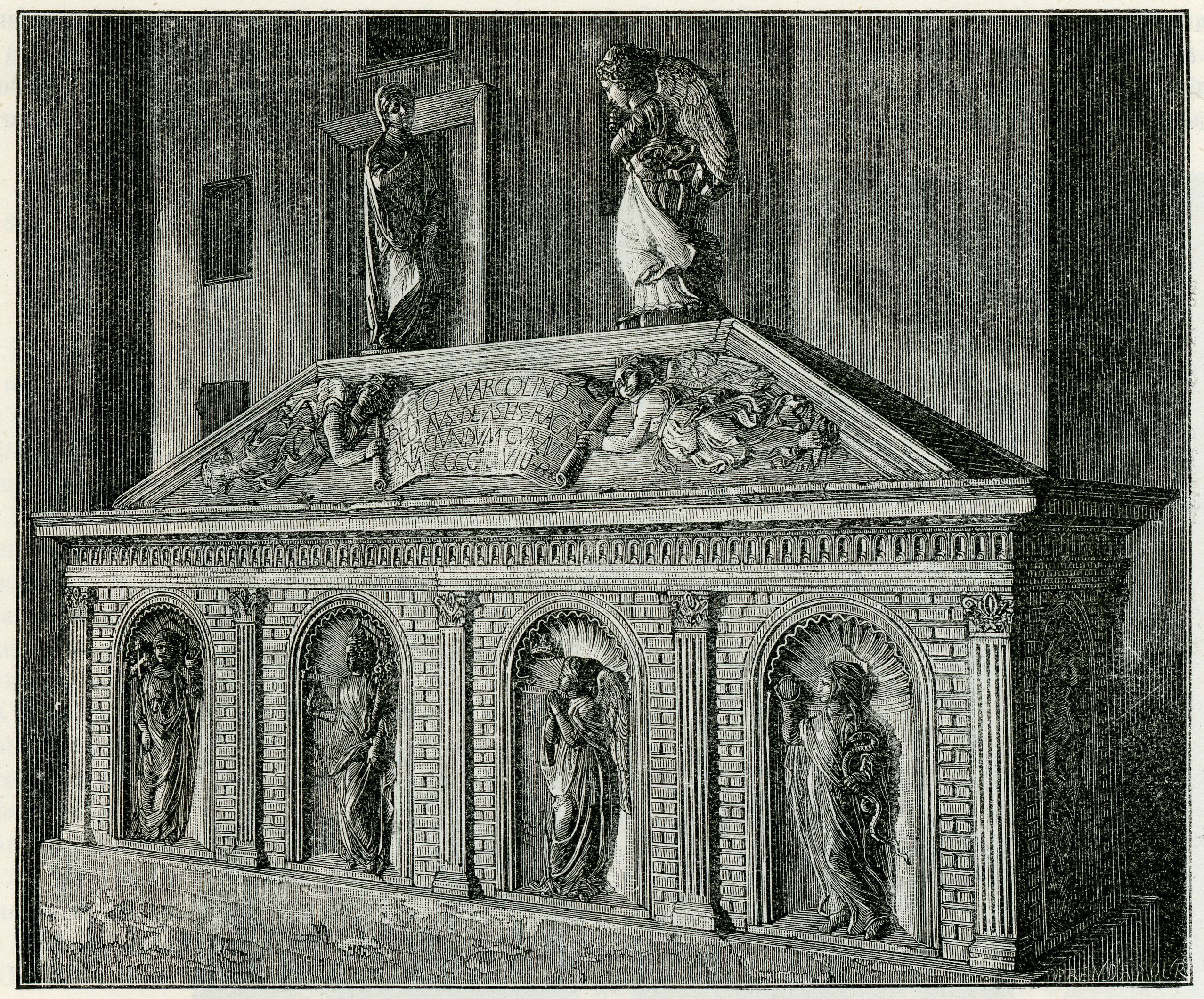
Urna marmorea del Beato Marcolino Amanni in una stampa di fine Ottocento.

## Culto
Il suo elogio si legge nel Martirologio romano al 2 gennaio: